# Чувало, Джордж
Джордж Луис Чувало (родился 12 сентября 1937 года) — канадский профессиональный боксёр, пятикратный чемпион Канады в супертяжёлом весе и двукратный претендент на титул чемпиона мира в супертяжелом весе. Чувало известен тем, что никогда не был сбит с ног в своих 93-х поединках в профессиональной карьере, включая бои против Мухаммеда Али, Джо Фрейзера и Джорджа Формана.[1] [2] Чувало был введен в Зал спортивной славы Онтарио в 1995 году.

## Ранняя жизнь и карьера
Георгий был ребёнком хорватских иммигрантов Стипана и Катицы из Герцеговины (Любушки, Босния и Герцеговина). Чувало стал чемпионом Канады среди любителей в супертяжёлом весе в мае 1955 года, победив Виннипегского Питера Пайпера нокаутом в первом раунде в финале турнира в Реджайне, штат Саскачеван. Чувало закончил свою любительскую карьеру с рекордом 16-0, и все это в течение четырёх раундов. По прозвищу «Бум-Бум» Чувало стал профессионалом в 1956 году, нокаутировав четырёх соперников за одну ночь, чтобы выиграть турнир в супертяжелом весе, проведенный бывшим чемпионом мира Джеком Демпси в Maple Leaf Gardens в Торонто 26 апреля 1956 года.

## Против Али
Чувало наиболее известен своими двумя боями против Мухаммеда Али. Он прошел дистанцию оба раза, в каждом случае проигрывая решение с большим отрывом на табло. Первый бой, состоявшийся 29 марта 1966 года в «Мэйпл лиф Гарденс» в Торонто, был за титул чемпиона мира в супертяжёлом весе. «Он самый крутой парень, с которым я когда-либо дрался», — сказал Али Чувало после боя. А про второй ничего не написано....

## Другие известные турниры
Джордж также имел некоторые потери против известных бойцов, кроме двух своих потерь Али. В 1957 году Джордж проиграл Бобу Бейкеру, который в 1955 году занял второе место в рейтинге претендентов на второе место.[6] это был его тринадцатый бой и второе профессиональное поражение. Он также проиграл Зоре Фолли, которая когда-то считалась главным претендентом. Среди его побед была победа над Дугом Джонсом, который дал Мухаммеду Али оспариваемый бой.

## Память
14 августа 2008 года «кухня Чувало» стала главным проектом реконструкции канадского телесериала"Холмс о домах" в эпизоде под названием «кухонный нокаут».
В апреле 2010 года Чувало был специальным гостем на турнире BC Golden Gloves, проходившем в общественном центре Eagle Ridge в Лэнгфорде, Британская Колумбия.
17 декабря 2011 года он отправился в Сараево, чтобы присутствовать на открытии статуи в его честь в Любушках 18 декабря 2011 года.
11 мая 2019 года в Торонто, провинция Онтарио, открылся общественный центр Джорджа Чувало, который предоставляет разнообразные развлекательные программы для детей и ЛГБТК-молодежи.